# Streifengesichtwachtel
Die Streifengesichtwachtel (Odontophorus balliviani) ist eine wenig erforschte Vogelart aus der Familie der Zahnwachteln (Odontophoridae). Sie kommt in Peru und in Bolivien vor.

## Merkmale

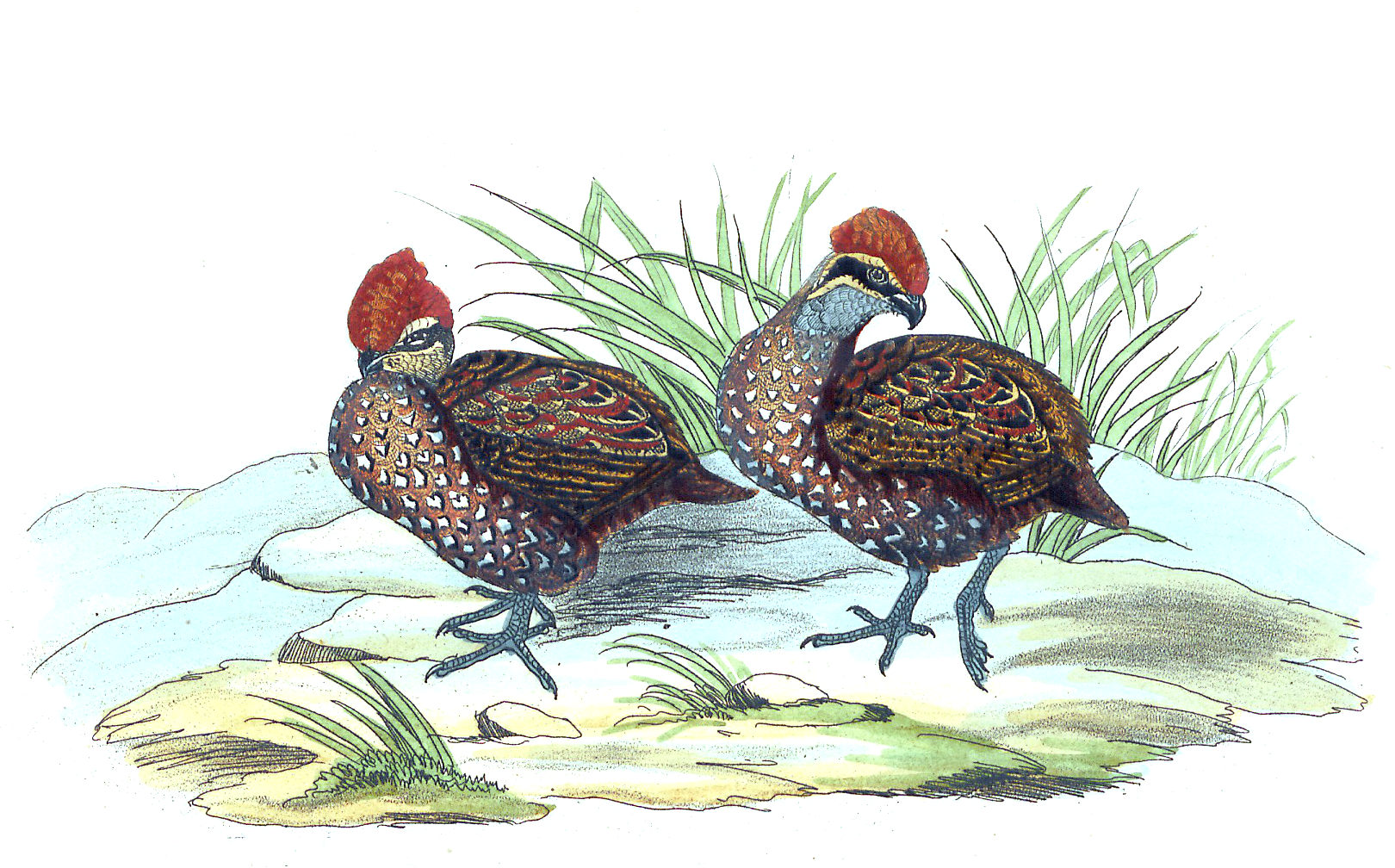
Illustration zweier Streifengesichtwachteln

Die Streifengesichtwachtel erreicht eine Größe von 26 bis 28 cm. Das Gewicht der Männchen liegt bei 311 Gramm, das der Weibchen bei 324 Gramm. Haube und Scheitel sind kastanienfarben mit einer lohfarbenen Umrandung. Um die Iris verläuft ein roter Augenring. Ein schwarzer Streifen hinter dem Auge erstreckt sich bis zum Nackenrand. Das Gefieder ist überwiegend braun. Die Kehle ist lohfarben mit weißen Linien und Strähnen, die in diamantförmige Flecken übergehen. Brust, Bauch und Flanken sind schwarz gerandet. Die Grundfärbung der Brust und des Bauches ist braun. Rücken und Bürzel sind braun meliert mit schwarzen Wellenlinien. Die Schultern und Flügel sind braun mit schwarzen und kastanienfarbenen Flecken. Der Schnabel ist schwarz, die Beine sind dunkel bleifarben. Das Weibchen sieht dem Männchen ähnlich, weist jedoch an der Kehle weniger weiße Strähnen auf. Die Jungvögel sind bisher unbeschrieben.

## Lebensraum

Verbreitungsgebiet der Streifengesichtwachtel (grün)

Die Streifengesichtwachtel bewohnt subtropische Nebelwälder sowie morastige Wiesen in Höhenlagen zwischen 2.000 und 3.000 m. 

## Lebensweise
Über die Lebensweise der Streifengesichtwachtel ist kaum etwas bekannt. Die Eiergröße beträgt 38 × 26,8 mm.

## Status
Die IUCN stuft die Art in die Kategorie „nicht gefährdet“ (least concern) ein. Lebensraumzerstörung durch Entwaldung stellt eine mögliche Gefahr für die Streifengesichtwachtel dar. Der Zugang zu den Lebensräumen ist jedoch schwierig, so dass es nur wenige Aufzeichnungen dieser Art in der Wildnis gibt. Schätzungsweise gibt es 50.000 Exemplare.